# سردار آباد (شلال ودشتغل)
سردار آباد (بالفارسية: سردارآباد) هي منطقة سكنية تقع في إيران في قسم شلال ودشتغل الريفي. يقدر عدد سكانها بـ 41 نسمة .